# Jaan Kirsipuu
Jaan Kirsipuu   (Tartu, 17 de juliol de 1969) és un exciclista estonià, professional des del 1992 fins al 2012.
Bon sprinter, en el seu palmarès destaquen diversos campionats nacionals en ruta i de contrarellotge individual, així com 4 etapes del Tour de França i una etapa de la Volta a Espanya del 1998. Ha participat en 3 Jocs Olímpics d'Estiu.

## Palmarès
- 1988
  -  Campió d'Estònia en ruta
- 1989
  - Vencedor d'una etapa al Tour d'Hainaut Occidental
- 1990
  - Vencedor d'una etapa a la Volta a Suècia
- 1992
  - 1r a la Tro Bro Leon
  - 1r a la París-Mantes
  - Vencedor d'una etapa a la París-Bourges
- 1993
  - Vencedor d'una etapa al Gran Premi d'Isbergues
  - Vencedor d'una etapa als Quatre dies de Dunkerque
- 1994
  - Vencedor d'una etapa al Tour d'Armòrica
  - Vencedor d'una etapa al Tour de Poitou-Charentes
- 1995
  - Vencedor de 2 etapes al Tour de Poitou-Charentes
- 1996
  - 1r al Gran Premi del Nord-Pas de Calais
- 1997
  - 1r al Gran Premi Cholet-País del Loira
  - 1r al Tour de Vendée
  - 1r a la París-Mantes
  - Vencedor de 2 etapes a la Volta a Polònia
  - Vencedor d'una etapa a la Volta a Luxemburg
- 1998
  -  Campió d'Estònia en ruta
  -  Campió d'Estònia en contrarellotge
  - 1r al Gran Premi Cholet-País del Loira
  - 1r al Gran Premi de Denain
  - 1r a la Ruta Adélie de Vitré
  - 1r al Grand Prix de Villers-Cotterêts
  - Vencedor d'una etapa a la Volta a Espanya
  - Vencedor d'una etapa a la Étoile de Bessèges
  - Vencedor de 2 etapes al Circuit de La Sarthe
  - Vencedor d'una etapa als Quatre dies de Dunkerque
  - Vencedor d'una etapa a la Ruta del Sud
- 1999
  -  Campió d'Estònia en ruta
  -  Campió d'Estònia en contrarellotge
  - 1r a la Copa de França de ciclisme
  - 1r al Gran Premi Cholet-País del Loira
  - 1r al Tour de Vendée
  - 1r al Tour de l'Oise i vencedor d'una etapa
  - Vencedor d'una etapa al Tour de França
  - Vencedor d'una etapa a la Volta a Polònia
  - Vencedor de 2 etapes a la Étoile de Bessèges
  - Vencedor d'una etapa al Tour del Mediterrani
  - Vencedor d'una etapa a la París-Niça
  - Vencedor de 2 etapes als Quatre dies de Dunkerque
  - Vencedor d'una etapa a la Volta a Luxemburg
  - Vencedor d'una etapa al Giro de la Província de Lucca
- 2000
  - 1r al Tour de Vendée
  - 1r a la Clàssica Haribo
  - Vencedor d'una etapa als Quatre dies de Dunkerque
  - Vencedor d'una etapa a la París-Niça
  - Vencedor d'una etapa a la Setmana Catalana
  - Vencedor de 2 etapes a la Étoile de Bessèges
  - Vencedor de 3 etapes a la Volta a Polònia
  - Vencedor d'una etapa a la Volta a Dinamarca
  - Vencedor d'una etapa al Tour del Mediterrani
- 2001
  -  Campió d'Estònia en contrarellotge
  - 1r al Gran Premi de Denain
  - 1r a la Ruta Adélie de Vitré
  - 1r al Gran Premi de Tartu
  - Vencedor d'una etapa al Tour de França
  - Vencedor d'una etapa a la Volta a Dinamarca
  - Vencedor d'una etapa a la Volta a Luxemburg
  - Vencedor de 2 etapes al Circuit de La Sarthe
  - Vencedor de 4 etapes als Quatre dies de Dunkerque
  - Vencedor d'una etapa al Tour de Picardia
  - Vencedor d'una etapa al Tour de Poitou-Charentes
  - Vencedor d'una etapa al Giro de la Província de Lucca
- 2002
  -  Campió d'Estònia en ruta
  -  Campió d'Estònia en contrarellotge
  - 1r a la Clàssica Haribo
  - 1r al Tartu Tänavasóit
  - 1r a la Kuurne-Brussel·les-Kuurne
  - Vencedor d'una etapa al Tour de França
  - Vencedor de 2 etapes a la Étoile de Bessèges
- 2003
  -  Campió d'Estònia en contrarellotge
  - 1r a la Copa de França de ciclisme
  - 1r a la Clàssica Haribo
  - 1r al GP Ühispanga Tartu
  - 1r al Tour de Vendée
  - 1r al Tres dies de Flandes Occidental i vencedor d'una etapa
  - 1r al Gran Premi de la costa dels Etruscs
  - Vencedor d'una etapa a la Étoile de Bessèges
  - Vencedor d'una etapa a la Volta a Dinamarca
  - Vencedor d'una etapa al Tour de Poitou-Charentes
  - Vencedor d'una etapa al París-Corrèze
- 2004
  -  Campió d'Estònia en contrarellotge
  - Vencedor d'una etapa al Tour de França
  - Vencedor de 2 etapes a la Étoile de Bessèges
  - Vencedor de 2 etapes a la Tres dies de Flandes Occidental
  - Vencedor d'una etapa al Tour de Valònia
  - Vencedor d'una etapa al París-Corrèze
- 2005
  -  Campió d'Estònia en ruta
  -  Campió d'Estònia en contrarellotge
  - Vencedor d'una etapa al Tour de Poitou-Charentes
  - Vencedor d'una etapa a la Volta a Polònia
- 2006
  -  Campió d'Estònia en contrarellotge
  - Vencedor de 2 etapes a la Étoile de Bessèges
- 2007
  -  Campió d'Estònia en contrarellotge
- 2008
  -  Campió d'Estònia en ruta
- 2009
  - Vencedor d'una etapa al Tour del Camerun
  - Vencedor d'una etapa al Volta al Marroc
  - Vencedor de 2 etapes a l'An Post Rás
  - Vencedor de 2 etapes a la Volta a Hokkaidō
  - Vencedor d'una etapa a la Herald Sun Tour
- 2011
  - 1r a la Jurmala GP
  - Vencedor d'una etapa a la Volta a Corea
- 2012
  - 1r al Tour de Helsinki

### Resultats a la Volta a Espanya
- 1996. Abandona
- 1998. Abandona. Vencedor de la 3a etapa

### Resultats al Tour de França
- 1993. Fora de temps. 10a etapa
- 1994. Abandona. 12a etapa
- 1995. Fora de temps. 7a etapa
- 1997. Abandona. 9a etapa
- 1998. Abandona. 10a etapa
- 1999. Abandona. Vencedor de la 1a etapa
- 2000. Abandona. 12a etapa
- 2001. Abandona. Vencedor de la 6a etapa
- 2002. Abandona. Vencedor de la 5a etapa
- 2003. Abandona. 7a etapa
- 2004. Abandona. Vencedor de la 1a etapa
- 2005. Abandona. 9a etapa

### Resultats al Giro d'Itàlia
- 2005. No surt a la 13a etapa